# Dinny Pails
Dennis "Dinny" Pails est un joueur de tennis australien, né le 4 mars 1921 à Nottingham et décédé le 22 novembre 1986 à Sydney.
Il a remporté l'Open d'Australie en 1947 et a été finaliste en 1946. Il a également été demi-finaliste à Wimbledon en 1947.

## Palmarès (partiel)

### Titre en simple messieurs
| No | Date       | Nom et lieu du tournoi           | Catégorie | Surface      | Finaliste     | Score                   |          |
| -- | ---------- | -------------------------------- | --------- | ------------ | ------------- | ----------------------- | -------- |
| 1  | 18-01-1947 | Australian Championships, Sydney | G. Chelem | Gazon (ext.) | John Bromwich | 4-6, 6-4, 3-6, 7-5, 8-6 | Parcours |

### Finale en simple messieurs
| No | Date       | Nom et lieu du tournoi             | Catégorie | Surface      | Vainqueur     | Score                   |          |
| -- | ---------- | ---------------------------------- | --------- | ------------ | ------------- | ----------------------- | -------- |
| 1  | 19-01-1946 | Australian Championships, Adélaïde | G. Chelem | Gazon (ext.) | John Bromwich | 5-7, 6-3, 7-5, 3-6, 6-2 | Parcours |

### Finale en double messieurs
| No | Date       | Nom et lieu du tournoi      | Catégorie | Surface      | Vainqueurs            | Partenaire  | Score         |          |
| -- | ---------- | --------------------------- | --------- | ------------ | --------------------- | ----------- | ------------- | -------- |
| 1  | 24-06-1946 | The Championships Wimbledon | G. Chelem | Gazon (ext.) | Tom Brown Jack Kramer | Geoff Brown | 6-4, 6-4, 6-2 | Parcours |